# 퇴계중학교
퇴계중학교(退溪中學校)는 대한민국 강원특별자치도 춘천시 퇴계동에 있는 공립 중학교이다.

## 학교 연혁
- 2021년 3월 1일 : 개교 41학급 편성(유치원 3학급, 초등학교 34학급, 중학교 4학급)
- 2025년 3월 1일 : 제2대 손연정 교장 부임

## 참고 자료
- 퇴계중학교 - 한국교육학술정보원 학교알리미